# Бутніцький Олег Олександрович
Оле́г Олекса́ндрович Бутні́цький (нар. 29 березня 1982, м. Миколаїв) — український військовослужбовець, десантник, майор Збройних сил України.

## Життєпис
Олег Бутніцький народився 29 березня 1982 року в місті Миколаїв, у родині військовослужбовця. Навчався у школі № 1 (1989—1995) та школі № 57 (1995—1997). Після закінчення Одеського інституту сухопутних військ розпочав офіцерську службу в Житомирі.
Капітан, командир 1-ї аеромобільно-десантної роти 1-го аеромобільно-десантного батальйону 95-ї окремої аеромобільної бригади Високомобільних десантних військ ЗС України, в/ч А0281, м. Житомир.
З 9 березня 2014 виконував завдання на Сході України.
3-го червня 2014 року, під час виконання бойового завдання зі знищення укріпленого опорного пункту терористів у Семенівці, на околиці міста Слов'янська, у бою загинув комбат підполковник Тарас Сенюк, і командування тактичною групою взяв на себе ротний Бутніцький. Завдання виконали, але з втратами, — 14 десантників дістали поранення. Капітану Бутніцькому майже відірвало ногу вибухом гранати, крім того, він дістав кульове поранення з великокаліберного кулемета. Старшина батальйону Дмітрієв витягнув капітана з-під обстрілу, наклав джгут. Лікарі Харківського шпиталю врятували Олега від смерті — втратив майже 3 літри крові на полі бою, однак ногу врятувати не вдалось, довелось її ампутувати. Після двох операцій офіцера перевели до Військово-медичного клінічного центру Західного регіону у Львові, там зробили ще одну операцію. У серпні Олегу поставили протез.
За проявлену мужність Олегові Бутніцькому достроково присвоєно звання майора.
Служить на посаді офіцера відділу, військова частина польова пошта В1959.

## Нагороди
20 червня 2014 року — за особисту мужність і героїзм, виявлені у захисті державного суверенітету та територіальної цілісності України, вірність військовій присязі, відзначений — нагороджений орденом Богдана Хмельницького III ступеня.

## Родина
Мати Бутніцька Євгенія Максимівна. Дружина Дарина Миколаївна (нар. 3 травня 1993, Прилуки), військовослужбовець військової служби за контрактом, саніструктор 95-ї бригади. Сини Олександр (2008 р.н.) та Арсеній (2014 р.н.). Дочка Олександра.